# Oncorhynchus clarkii
La trucha degollada (Oncorhynchus clarkii) es una especie de pez teleósteo de la familia Salmonidae. Es un tipo de trucha nativa de los afluentes de agua fría del Océano Pacífico, las Montañas Rocosas y la Gran Cuenca de Norteamérica. Como parte del género Oncorhynchus, es una de las truchas del Pacífico, grupo que incluye a la trucha arcoíris. La trucha degollada es popular en la pesca deportiva, especialmente para la pesca con mosca. El nombre común "degollada" se debe a la coloración roja en la parte inferior de la mandíbula, mientras que el nombre específico clarkii fue en honor al explorador William Clark, uno de los líderes de la Expedición de Lewis y Clark.
La trucha degollada generalmente habita y desova en ríos de tamaño pequeño a moderado, bien oxigenados y poco profundos con suelo de grava. También se reproducen en lagos fríos, claros y moderadamente hondos. Desovan en primavera y pueden producir híbridos con la trucha arcoíris. Algunas poblaciones de la trucha degollada costera son semi-anádromas.
Varias subespecies de la trucha degollada están consideradas amenazadas debido a la destrucción del hábitat y la introducción de especies no nativas. Las subespecies O. c. alvordensis y O. c. macdonaldi están consideradas extintas. La trucha degollada y varias de sus subespecies son peces oficiales de 7 estados del oeste de Estados Unidos.

## Taxonomía
El nombre científico de la trucha degollada en Oncorhynchus clarkii. Fue la primera trucha encontrada por los europeos en 1541, cuando el explorador español Francisco de Coronado manifestó haber visto truchas en el río Pecos cerca de Santa Fe, Nuevo México. William Clark describió a la especie por primera vez en sus diarios a partir de ejemplares obtenidos en el río Misuri cerca de Great Falls, Montana, durante la expedición de Lewis y Clark. Como una de las misiones de esta expedición era describir la flora y la fauna encontrada en el camino, la trucha degollada fue nombrada Salmo clarkii en honor a Clark. En 1836, el tipo S. clarkii fue descrito por el naturalista John Richardson.
En 1989, estudios morfológicos y genéticos demostraron que las truchas del Pacífico son genéticamente más cercanas al salmón del Pacífico (la especie Oncorhynchus) que al Salmo-trucha común (S. trutta) o al salmón del Atlántico. Así, en 1989, autoridades taxonómicas movieron varias truchas del Pacífico al género Oncorhynchus.

### Subespecies
El biólogo Robert Behnke reconoció 14 subespecies de trucha degollada. No todas fueron descritas científicamente, y en algunos casos se presentaron diferentes visiones de las identidades taxonómicas. Se supone que la trucha degollada evolucionó de un ancestro común Oncorhynchus que emigró por la costa del Pacífico y dentro del oeste montañoso principalmente por los cuencos de los ríos Columbia y Snake hace entre 3 y 5 millones de años, a fines del Plioceno o principios del Pleistoceno. Estas épocas tuvieron repetidos períodos glaciares e interglaciares que habían causado fracturas y separaciones de las poblaciones de truchas degolladas, eventualmente resultando en las diferentes subespecies que se encuentran en el presente.
| Grupo geográfico   | Nombre común                             | Nombre científico                                                             | Área biogeográfica | Imagen |
| ------------------ | ---------------------------------------- | ----------------------------------------------------------------------------- | --- | ------ |
| Costa del Pacífico | Trucha degollada                         | O. c. clarkii (Richardson, 1836)                                              | Nativo de afluentes del Pacífico desde California hasta Alaska. |        |
| Costa del Pacífico | Trucha degollada del lago Crescent       | O. c. crescenti                                                               | Ya no considerada una subespecie, es una población particular de trucha degollada endémica del lago Crescent, en Washinghton.                                                                              |        |
| Gran Cuenca        | Trucha degollada Alvord                  | O. c. alvordensis † (Behnke, 2002)                                            | Endémica de los afluentes del lago Alvord, en Oregón, se la considera extinta. |        |
| Gran Cuenca        | Trucha degollada Boneville               | O.c. utah (Suckley, 1874)                                                     | Nativa de los afluentes del Gran Lago Salado y otros afluentes en la cuenca de Bonneville. |        |
| Gran Cuenca        | Trucha degollada Humboldt                | O.c. humboldtensis (Trotter y Behnke, 2008)                                   | Río Humboldt, río Quinn y cuenca Whitehorse (Coyote) basin, Nevada y Oregón. La División de Vida Salvaje de Nevada la considera una población de O. c. henshawi.                                           |        |
| Gran Cuenca        | Trucha degollada Lahontan                | O.c. henshawi (Gill y Jordan, 1878)                                           | Nativa en el este de California y el oeste de Nevada. Se la considera amenazada. |        |
| Gran Cuenca        | Trucha degollada de la Cuenca Whitehorse | Considerada subespecie por Behnke (2002) pero no por Trotter & Behnke (2008). | Nativa del sudeste de Oregón. Considerada como una población de trucha degollada Lahontan por el Servicio de Peces y Vida Silvestre de Estados Unidos, y de trucha degollada Humboldt por Behnke y Trotter |        |
| Gran Cuenca        | Trucha degollada Paiute                  | O. c. seleniris (J. O. Snyder, 1933)                                          | Endémica de las montañas de Sierra Nevada. Se la considera amenazada. |        |
| Rocosas del Norte  | Trucha degollada pintada del Río Snake   | O. c. behnkei (Montgomery, 1995)                                              | Algunos la consideran una población de O. c. bouvieri. Es nativa del río Snake de Idaho y Wyoming |        |
| Rocosas del Norte  | Trucha degollada Westlope                | O. c. lewisi (Suckley, 1856)                                                  | Nativa del norte de Idaho, Montana, Columbia Británica y Alberta |        |
| Rocosas del Norte  | Trucha degollada Yellowfin               | O. c. macdonaldi † (Jordan & Fisher, 1891)                                    | Era endémica de Twin Lakes (condado de Lake, Colorado). Está extinta. |        |
| Rocosas del Norte  | Trucha degollada Yellowstone             | O. c. bouvierii (Jordan & Gilbert, 1883)                                      | Nativa de los ríos Snake y Yellowstone, y del lago Yellowstone, en Idaho, Montana y Wioming |        |
| Rocosas del Sur    | Trucha degollada del río Colorado        | O. c. pleuriticus (Cope, 1872)                                                | Nativa de afluentes de los ríos Green y Colorado |        |
| Rocosas del Sur    | Trucha degollada de espalda verde        | O. c. stomias (Cope, 1871)                                                    | Nativa de Arkansas y las aguas del sur del río Platte River en las laderas orientales de las Montañas Rocosas en Colorado. Se la considera amenazada.                                                      |        |
| Rocosas del Sur    | Trucha degollada del Río Grande          | O. c. virginalis (Girard, 1856)                                               | Nativa de Nuevo México y el sur de Colorado. |        |

## Descripción
En sus distintas áreas biogeográficas, las truchas degolladas varían en tamaño, colores y hábitat. Su coloración puede variar desde dorado a gris a verde en la espalda. Generalmente puede distinguirse una trucha degollada de una arcoíris por la presencia de dientes en la base de la lengua y un maxilar que se extiende hasta el borde posterior del ojo. Según la subespecie, cepa o hábitat, la mayoría tiene marcas lineares rojas, rosas o naranjas en la zona inferior de sus mandíbulas en los pliegues inferiores de las branquias. Estas marcas son las responsables por el nombre "degollada", acuñado por primera vez en 1884 por el escritor Charles Hallock.
En su madurez, el largo de varias poblaciones y subespecies de trucha degollada varía entre 15 y 102 centímetros, según el hábitat y la disponibilidad de alimento. El peso promedio de las truchas degolladas de mar es entre 0,9 y 2,3 kilogramos. El tamaño de las truchas degolladas de río depende de su ambiente. Las residentes en arroyo son más pequeñas, con un peso de entre 11 y 91 gramos, mientras que las lacustres registran pesos de hasta 7,7 kg. en condiciones ideales. La subespecie más grande es la Lacontan (O. c. henshawi).

### Ciclo vital
Las truchas degolladas habitan en ríos poco profundos, moderadamente grandes, claros y bien oxigenados con suelo de gravilla. Son nativas de afluentes tributarios del Océano Pacífico, la Gran Cuenca y las Montañas Rocosas. Desovan en primavera, tan temprano como febrero en los ríos costeros y hasta julio en los lagos de alta montaña. El desove comienza cuando las temperauras del agua alcanzan entre 6 y 8 °C. Las hembras construyen nidos excavando en la gravilla para poner huevos. Dependiendo del tamaño, puede poner entre 200 y 4.400 huevos. Los machos los fertilizan con lecha. Los huevos eclosionan en aproximadamente un mes, y los alevines pasan dos semanas en la gravilla mientras absorben el saco vitelino. Al emerger, comienzan a alimentarse con zooplancton.
En ocasiones la trucha degollada se aparea con la trucha arcoíris, cercanamente relacionada, y producen híbridos fértiles, los cuales tienen una coloración y apariencia similar a la degollada.

## Ecología

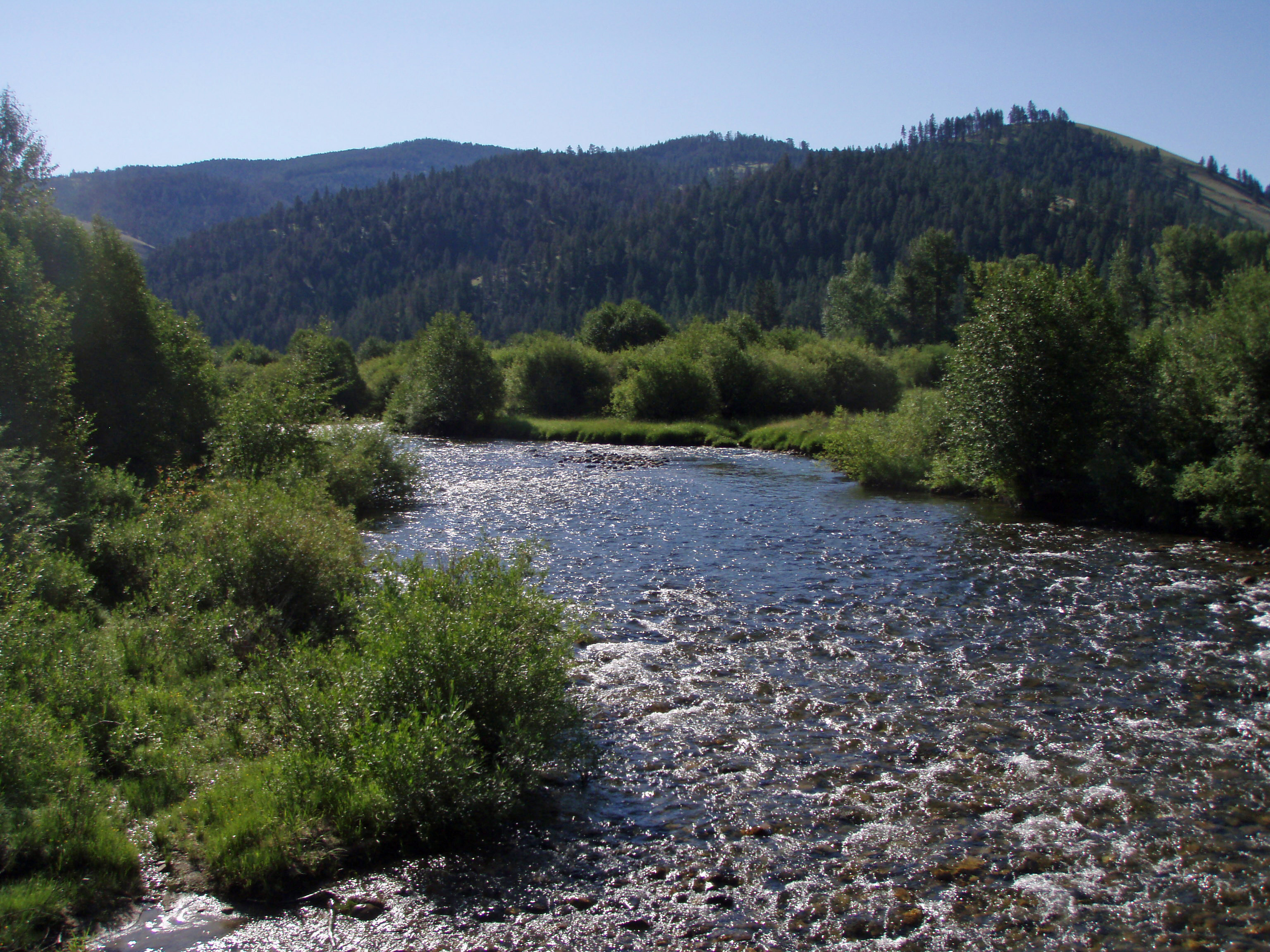
Hábitat natural de la trucha degollada

### Área biogeográfica
La trucha degollada es nativa del oeste de América del Norte, y evolucionó por aislamiento geográfico en 14 subespecies, cada una nativa de una cuenca hidrográfica diferente. Pueden encontrarse por la costa del noroeste del Pacífico desde Alaska hasta Columbia Británica, el norte de California, la Cordillera de las Cascadas, la Gran Cuenca y las Montañas Rocosas, incluyendo el sur de Alberta. Algunas poblaciones costeras son semi-anádromas, pasando algunos meses en ambientes marinos para alimentarse y retornando a aguas dulces a principios de la primavera para alimentarse de insectos. La trucha degollada posee la segunda área biogeográfica de truchas más grande de América del Norte, siendo superada por la trucha de lago (Salvelinus namaycush). Las áreas de algunas especies, particularmente la trucha degollada westlope (O. c. lewisi) se redujeron al 10% debido al deterioro del hábitat y la introducción de especies no nativas.
La trucha degollada fue introducida en aguas fuera de su área biogeográfica histórica, aunque no al nivel que la trucha arcoíris (O. mykiss). En el área nativa de la trucha degollada de Yellowstone, el Servicio de Pesca y Vida Silvestre de los Estados Unidos y el Servicio de Parques Nacionales introdujeron a la trucha degollada en varios lagos sin peces. Fueron introducidas en tributarios del lago Míchigan a fines del siglo XIX y a principios del XX, pero nunca se estableció una población salvaje. Aunque no son nativas de Arizona, son introducidas rutinariamente por el Departamento de Caza y Pesca local en los lagos de alta montaña de Sierra Blanca.

### Hábitat
La trucha degollada requiere ríos fríos, claros, bien oxigenados y no muy hondos con suelo de gravilla, o bien lagos fríos y moderadamente hondos. Es típico encontrar vegetación costera que reduzca la colmatación, y los estanques de castor pueden ofrecer refugio en época de sequía o durante el invierno. La mayoría de las poblaciones se quedan en agua dulce toda su vida y no son migratorias.
Las truchas degolladas de agua dulce se alimentan de insectos acuáticos en sus diferentes formas (generalmente tricópteros, plecópteros, efímeras y dípteros acuáticos), de insectos terrestres en su forma adulta que caen al agua (hormigas, escarabajos, saltamontes y grillos), huevos de peces, otros peces, cangrejos, gambas y otros crustáceos. En agua salada, las truchas degolladas consumen peces y calamares pequeños, gambas y kril.

### Propagación artificial
Varias subespecies de trucha degollada son criadas en establecimiento tanto privados como públicos para ser introducidas en ambientes tanto nativos como no-nativos. A principios del siglo XX se establecieron varios criaderos en el parque nacional Yellowstone, que producían truchas degolladas Yellowstone no solamente para el parque sino también para proveer huevos a varios criaderos de Estados Unidos. Entre 1901 y 1953 se exportó un total de 818 millones de huevos.

## Amenazas
El área biogeográfica de la trucha degollada se redujo por sobrepesca, urbanización y deterioro del hábitat debido a minería, pastoreo de ganado y tala. Las densidades poblacionales se redujeron y en algunos casos desaparecieron debido a la competencia con especies no nativas como la trucha de manantial, las truchas marrones, de lago y arcoíris, el salmón rojo, y el corégano de lago, que fueron introducidos a fines del siglo XIX y principios del XX. Los científicos presumen que la trucha degollada westlope se extirpará de los grandes lagos de Montana Occidental debido a la cascada trófica resultante de la introducción de la trucha de lago y el camarón zarigüeya. Las amenazas más serias para varias de las subespecies es la reproducción interespecies con la trucha arcoíris y la reproducción intraespecífica con otras subespecies introducidas de trucha degollada.

### Declive de la subespecie Yellowstone
La población de trucha degollada en el lago Yellowstone declinó significativamente en la década de 1960 debido a la sobreexplotación producida por la pesca, así como por los criaderos a principios del siglo XX. Los directivos del Parque implementaron la técnica de captura y suelta (catch and release en inglés), que requiere que los pescadores devuelvan al pez al agua, y terminaron con los criaderos en el parque, lo que permitió que la trucha degollada se recupere. En 1994, empleados del parque descubrieron la trucha de lago (Salvelinus namaycush) en el lago Yellowstone. Aunque la trucha de lago se había introducido en los lagos Shoshone, Lewis y Heart a fines del siglo XIX, nunca se habían introducido artificialmente en el drenaje del río Yellowstone, y su presencia sea probablemente resultado de accidente o actividades ilegales. Hacia el año 2000, la población de trucha degollada había declinado a menos del 10% de su abundancia previa.